# Anell volador

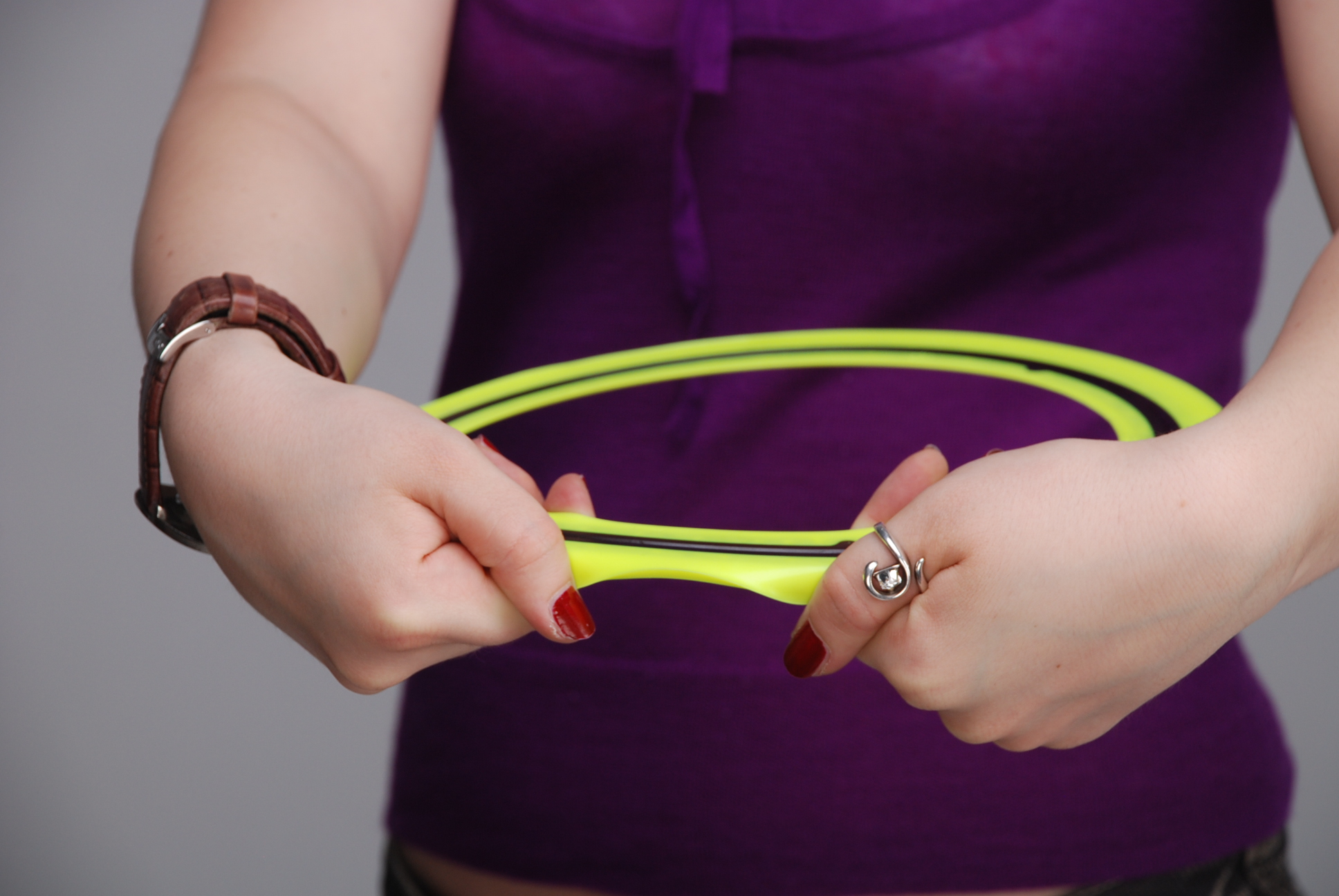
Anell volador

Un anell volador és un anell de plàstic amb una de les cares lleugerament corbada i un disseny especialment aerodinàmic que permet que planegi quan és llençat de la forma adequada. Fou desenvolupat per l'empresa Aerobie® en dos formats, el de 10 polzades (Sprint), que es pot observar a la foto, i el de 13 polzades (Pro).

## Història[3]
Durants els anys 1979 i 1980, Alan Adler treballava com a enginyer consultor i com a professor a la Universitat Stanford. Durant el seu temps lliure inventava joguines i patentava les seves idees a través d'empreses de joguines. Alan era un amant de la navegació que va aprendre aerodinàmica de forma autodidacta per tal de poder dissenyar velers. La seva afició a inventar joguines i els seus nous coneixements el van portar a la recerca de joguines voladores millors.
El seu interès es va iniciar buscant maneres de millorar els discs voladors convencionals, que són els descendentes de l'antiga llauna dels pastissos Frisbie. El seu anàlisi i treball experimental li van permetre descobrir que els anells voladors, a diferència dels discs voladors, tenen un avantatge quan es tracta d'equilibrar la sustentació aerodinàmica en un ampli interval de velocitats. La seva feina li va permetre descobrir un gran nombre d'anells voladors. El primer fou l'Skyro ring que va patentar a Parker Brothers.
El 1984, Alan va dissenyar i construir el primer prototip de l'Aerobie ring amb un aleró a la vora de l'anell que compensava la sustentació en un radi força ampli de diferents velocitats de llançament. La primera prova de l'Aerobie ring a Roble Field a Stanford, va demostrar-li que aquell anell era especial. L'anell va volar en línia recta d'una forma precisa i a una distància considerable, "com si llisqués per damunt d'una capa invisible de gel".